# 이시이 히데노리
이시이 히데노리(일본어: 石井 秀典, 1985년 9월 23일 ~ )는 일본의 축구 선수이다.

## 구단 경력
그는 2008년부터 2023년까지 J리그의 몬테디오 야마가타, 도쿠시마 보르티스에서 활동하였다.